# Fatou Kine Diop
Pour les articles homonymes, voir Diop.
Fatou Kine Diop, née en 1987, est une nageuse sénégalaise.

## Biographie
Fatou Kine Diop est médaillée de bronze du relais 4x100 mètres quatre nages aux Championnats d'Afrique de natation 2008 à Johannesbourg.